# لاتی داد
 لاتی داد (انگلیسی: Lottie Dod؛ زاده ۲۴ سپتامبر ۱۸۷۱ – درگذشته ۲۷ ژوئن ۱۹۶۰) یک تنیس‌باز اهل بریتانیا بود.